# Francesco Florimo
Francesco Florimo (San Giorgio Morgeto, prop de Reggio de Calàbria, 12 d'octubre de 1800 – Nàpols, 18 de desembre de 1888) fou un bibliotecari, musicòleg, historiador i compositor italià.
El 1817 fou alumne de l'Escola Reial de Música de Nàpols i durant seixanta anys bibliotecari de l'Institut, la qual biblioteca, pels seus esforços, vingué a ser una de les més famoses d'Itàlia.
L'obra capital de Florimo és: La scuola musicale di Napoli ed i suoi conservatori (1880-84); Cenno storicosulla Scuola, musicale di Napoli, etc. (1869-71).
A més, va escriure, Riccardo Wagner ed i Wagnerianisti (1876); Trasporto delle ceneri di Bellini a Catania (1876); Bellini, memorie e lettere (Florència, 1882).
Com a compositor, es donà conèixer per obres religioses i d'orquestra, cantates i alguns quaderns de cançons en dialecte napolità. La seva escola de cant (Metodo di canto) fou adoptada pel Conservatori de Nàpols.